# Pyrausta perrubralis
Pyrausta perrubralis is een vlinder van de familie van de grasmotten (Crambidae). De wetenschappelijke naam van deze soort is voor het eerst voorgesteld als Botys perrubralis door Alpheus Spring Packard in een publicatie uit 1873.

## Verspreiding
De soort komt voor in het uiterste zuidwesten van Canada en het westen van de Verenigde Staten.

## Ondersoorten
- Pyrausta perrubralis perrubralis (Packard, 1873)
- Pyrausta perrubralis saanichalis Munroe, 1951 (Canada)
- Pyrausta perrubralis shastanalis Munroe, 1976 (Californië)